# Nana Mizuki Live Skipper Countdown the DVD and more
NANA MIZUKI LIVE SKIPPER COUNTDOWN THE DVD and more – drugie DVD koncertowe japońskiej piosenkarki Nany Mizuki, wydane 3 marca 2004. Nagrania z pierwszego dysku pochodzą z jej szóstej trasy koncertowej NANA MIZUKI LIVE SKIPPER COUNTDOWN 2003-2004, z koncertu, który odbył się 31 grudnia 2003 roku w Makuhari Messe Event Hall. Większość utworów pochodzi z trzeciego albumu piosenkarki DREAM SKIPPER. Nagrania z drugiego dysku pochodzą z jej letniej trasy NANA MIZUKI LIVE SENSATION 2003, składa się głównie z singli. Album osiągnął 16 pozycję w rankingu Oricon.

## Lista utworów

### DISC-1
| Nr  | Tytuł                                                                  |
| --- | ---------------------------------------------------------------------- |
| 1.  | "OPENING"                                                              |
| 2.  | "What cheer?"                                                          |
| 3.  | "keep your hands in the air"                                           |
| 4.  | "Sabaku no umi" (jap. 砂漠の海)                                        |
| 5.  | "White Lie"                                                            |
| 6.  | "TRANSMIGRATION"                                                       |
| 7.  | "MC 1"                                                                 |
| 8.  | "Dear to me"                                                           |
| 9.  | "LOOKING ON THE MOON"                                                  |
| 10. | "Takaramono" (jap. 宝物)                                               |
| 11. | "through the night"                                                    |
| 12. | "still in the groove"                                                  |
| 13. | "MC 2〜COUNTDOWN〜"                                                    |
| 14. | "New Sensation"                                                        |
| 15. | "Nocturne -revision-"                                                  |
| 16. | "JET PARK"                                                             |
| 17. | "Anone ~mamimume☆mogacho~" (jap. アノネ 〜まみむめ☆もがちょ〜)         |
| 18. | "Koishiteru..." (jap. 恋してる...)                                     |
| 19. | "MC 3"                                                                 |
| 20. | "BE READY!"                                                            |
| 21. | "PROTECTION"                                                           |
| 22. | "suddenly ~Meguriaete~" (jap. suddenly 〜巡り合えて〜)                 |
| 23. | "MC 4 encore"                                                          |
| 24. | "refrain -classico-"                                                   |
| 25. | "POWER GATE"                                                           |
| 26. | "W/encore Takaramono ~a cappella~" (jap. W/encore 宝物 〜a cappella〜) |

### DISC-2
| 1. NANA MIZUKI LIVE SENSATION 2003 DOCUMENT @Shibuya Public Hall with Zepp & Hall Another Side |                                        |
| Nr                                                                                             | Tytuł                                  |
| 1.                                                                                             | "TRANSMIGRATION"                       |
| 2.                                                                                             | "HONEY FLOWER"                         |
| 3.                                                                                             | "The place of happiness"               |
| 4.                                                                                             | "Omoi" (jap. 想い)                     |
| 5.                                                                                             | "Onna ni naare" (jap. おんなになあれ)  |
| 6.                                                                                             | "Heaven Knows"                         |
| 7.                                                                                             | "Futari no Memory" (jap. 二人のMemory) |
| 8.                                                                                             | "supersonic girl"                      |
| 9.                                                                                             | "New Sensation"                        |
| 2. TIME TO LIVE SKIPPER COUNTDOWN                                                              |                                        |
| 3. FOR MY TREASURE                                                                             |                                        |